# Daube de cèpes
La daube de cèpes est une spécialité régionale du Sud-Ouest. Elle peut être indifféremment préparée avec du vin rouge ou du vin blanc,.

## Ingrédients
Outre les cèpes frais et le vin rouge ou blanc, la préparation de ce mets nécessite de la poitrine salée, des échalotes, du beurre (ou de la graisse d'oie), de la farine, du sel, du poivre, une feuille de laurier et de la mie de pain.

## Préparation
Dans une cocotte où a fondu le beurre ou la graisse d'oie sont mis à rissoler des lardons en dé et des échalotes émincées. Quand le tout commence à blondir et à attacher légèrement, les cèpes en morceaux sont mis à revenir. Dès qu'ils commencent à suer, ils sont saupoudrés d'un peu de farine, puis le vin est versé. L'ensemble est assaisonné et mis à mijoter. En fin de cuisson, il est possible de lier la sauce au vin avec un peu de mie de pain.

## Accord mets/vin
Traditionnellement, cette daube s'accompagne d'un vin rouge de la région du Sud-Ouest, tel que le madiran.